# Rage Against the Machine (album)
Rage Against the Machine je debutové album americké hudební skupiny Rage Against the Machine vydané 6. listopadu 1992 u Epic Records.
Na obalu tohoto alba je Thích Quảng Đức, vietnamský buddhistický mnich sebeupalující se v Saigonu v roce 1963. Thích protestoval proti útlaku buddhistů vedenému Američany podporovanou vládou v čele s premiérem Ngô Đình Diệm. Deska byla velmi úspěšná (3x platina). Roku 2003 ji časopis Rolling Stone vyhlásil 368. nejlepším albem všech dob. Píseň „Killing In The Name“ se objevila na soundtracku k počítačové hře GTA: San Andreas, píseň „Wake Up“ na soundtracku k filmu Matrix a „Bombtrack“ a „Take The Power Back“ na soundtracku k filmu Takoví normální zabijáci.

## Seznam skladeb
| Pořadí | Název               | Délka |
| ------ | ------------------- | ----- |
| 1.     | Bombtrack           | 4:05  |
| 2.     | Killing in the Name | 5:14  |
| 3.     | Take the Power Back | 5:37  |
| 4.     | Settle for Nothing  | 4:48  |
| 5.     | Bullet in the Head  | 5:09  |
| 6.     | Know Your Enemy     | 4:55  |
| 7.     | Wake Up             | 6:04  |
| 8.     | Fistful of Steel    | 5:31  |
| 9.     | Township Rebellion  | 5:24  |
| 10.    | Freedom             | 6:06  |

## Sestava
- Zack de la Rocha – zpěv
- Tim Commerford – baskytara
- Brad Wilk – bicí
- Tom Morello – kytara

- Maynard James Keenan – doprovodný zpěv (Know Your Enemy)
- Stephen Perkins – perkuse (Know Your Enemy)